# (43724) Pechstein
(43724) Pechstein ist ein Asteroid des inneren Hauptgürtels, der von dem deutschen Astronomen Freimut Börngen am 29. Oktober 1975 an der Thüringer Landessternwarte Tautenburg (IAU-Code 033) entdeckt wurde.
Die Bahn des Asteroiden wurde 2002 gesichert, so dass eine Nummerierung vergeben werden konnte. (43724) Pechstein wurde nach dem deutschen Maler Max Pechstein benannt. Die Benennung des Asteroiden erfolgte am 20. November 2002 auf Vorschlag von Freimut Börngen am 20. November desselben Jahres.